# Ioan D. Chirescu
Ioan Dumitru Chirescu (Cernavodă (regió de Dobruja), 15 de gener de 1889 - Bucarest, 25 de març de 1980), va ser un compositor, professor universitari i director de cor romanès.

## Estudis
Va assistir al Conservatori de Bucarest entre 1910 i 1914, on va tenir com a professors Alfonso Castaldi (contrapunt) i Dumitru Georgescu-Kiriac (teoria i solfeig). El 1922 va ser admès a la Schola Cantorum (París), on va estudiar amb Guy de Lioncourt (contrapunt) i Vincent d'Indy (composició, orquestració i direcció) i es va graduar el 1927. També va assistir a la Facultat de Teologia de la Universitat de Bucarest.

## Obra
És autor de més de quatre-centes peces corals, moltes d'elles inspirades en el folklore musical romanès. Les obres de Chirescu segueixen almenys tres direccions: peces didàctiques (ordenades per a veus infantils), creacions religioses (algunes de les quals pertanyen al gènere del motet i de la missa) i cors de propaganda (escrites després de la instal·lació del règim comunista a Romania). El musicòleg Viorel Cosma considera l'accessibilitat, la cantabilitat i la senzillesa de l'escriptura polifònica tres actius que van permetre que l'obra del compositor tingués un gran èxit de públic.
Chirescu va ser director i director artístic de la societat coral Carmen de Bucarest des de 1927 fins a 1950.[4] En el període 1928–1973 va dirigir el cor de l'església "Domnița Bălașa" a Bucarest.
En l'àmbit docent, va començar com a professor de música a Fălticeni i a la capital. L'any 1927 va ser nomenat professor al Conservatori de Bucarest, on va impartir cursos de solfeo i solfeig durant tres dècades i mitja. Va ser director de la mateixa institució entre 1950 i 1955. Des de 1932 va ser professor a l'Acadèmia de Música Religiosa de Bucarest durant set anys. El 1962 es va retirar de la docència.

## Premis i guardons
Per la seva activitat, Chirescu va ser recompensat amb les següents distincions:
- 1951 - Premi Estatal, atorgat per les obres "Doruleț, dorulețule" (1948) i "Cançó dels partidaris de la pau" (1949)[3]
- 1954 - Mestre emèrit d'art de la República Popular Romanesa
- 1955 – Ordre del Treball
- 1959 – Diploma d'Honor del Consell Mundial de la Pau
- 1959 – Orde de l'Estrella de la República Popular Romanesa, 4a classe
- 1959 - Artista popular de la República Popular Romanesa
- 1962 – Professor emèrit de la República Popular Romanesa